# Communauté de communes Mellois en Poitou
La communauté de communes Mellois en Poitou est une communauté de communes française, située dans le département des Deux-Sèvres et la région Nouvelle-Aquitaine.

## Histoire
Dans le cadre des dispositions de la loi portant nouvelle organisation territoriale de la République du 7 août 2015, qui prévoit que les établissements publics de coopération intercommunale (EPCI) à fiscalité propre doivent, sauf cas particulier, avoir un minimum de 15 000 habitants, la communauté de communes du Cellois, Cœur du Poitou, Mellois et Val de Boutonne est créée le 1er janvier 2017, par fusion de la communauté cantonale de Celles-sur-Belle, de la communauté de communes du Cœur du Poitou, de la communauté de communes du Mellois et de la communauté de communes du Val de Boutonne.
Le nom « communauté de communes du Cellois, Cœur du Poitou, Mellois et Val de Boutonne » était provisoire,. En août 2017, elle prend officiellement le nom de « communauté de communes Mellois en Poitou ».
Le 1er janvier 2018, le syndicat d’assainissement du Mellois fusionne avec la communauté de communes.
Le 1er janvier 2019 : 

- Mazières-sur-Béronne, Melle, Paizay-le-Tort, Saint-Léger-de-la-Martinière et Saint-Martin-lès-Melle fusionnent pour constituer la commune nouvelle de Melle ;

- Saint-Médard fusionne au sein de Celles-sur-Belle, qui prend donc le statut de commune nouvelle ;

- Crézières, La Bataille et Tillou s'intègrent dans Chef-Boutonne, qui devient également une commune nouvelle ;
- Aigonnay et Sainte-Blandine fusionnent avec Mougon-Thorigné pour constituer Aigondigné ;

- Chail et Sompt fusionnent pour constituer la commune nouvelle de Fontivillié ;

- Pouffonds et Saint-Génard constituent la commune nouvelle de Marcillé ;

- La Couarde et Prailles constituent la commune nouvelle de Prailles-La Couarde ;

- Ardilleux, Bouin, Hanc et Pioussay constituent Valdelaume ;
 réduisant de ce fait le nombre de communes regroupées au sein de l'intercommunalité.
Le 1er janvier 2025, les communes de Caunay, Montalembert, Pers, Pliboux et Sauzé-Vaussais fusionnent pour constituer la commune nouvelle de Sauzé-entre-Bois.

## Territoire communautaire

### Géographie
Située au sud  du département des Deux-Sèvres, la communauté de communes Mellois en Poitou regroupe 58 communes et présente une superficie de 1 283,4 km2. Le territoire de l'intercommunalité regroupe la presque totalité du territoire historique du pays mellois et est à caractère rural.

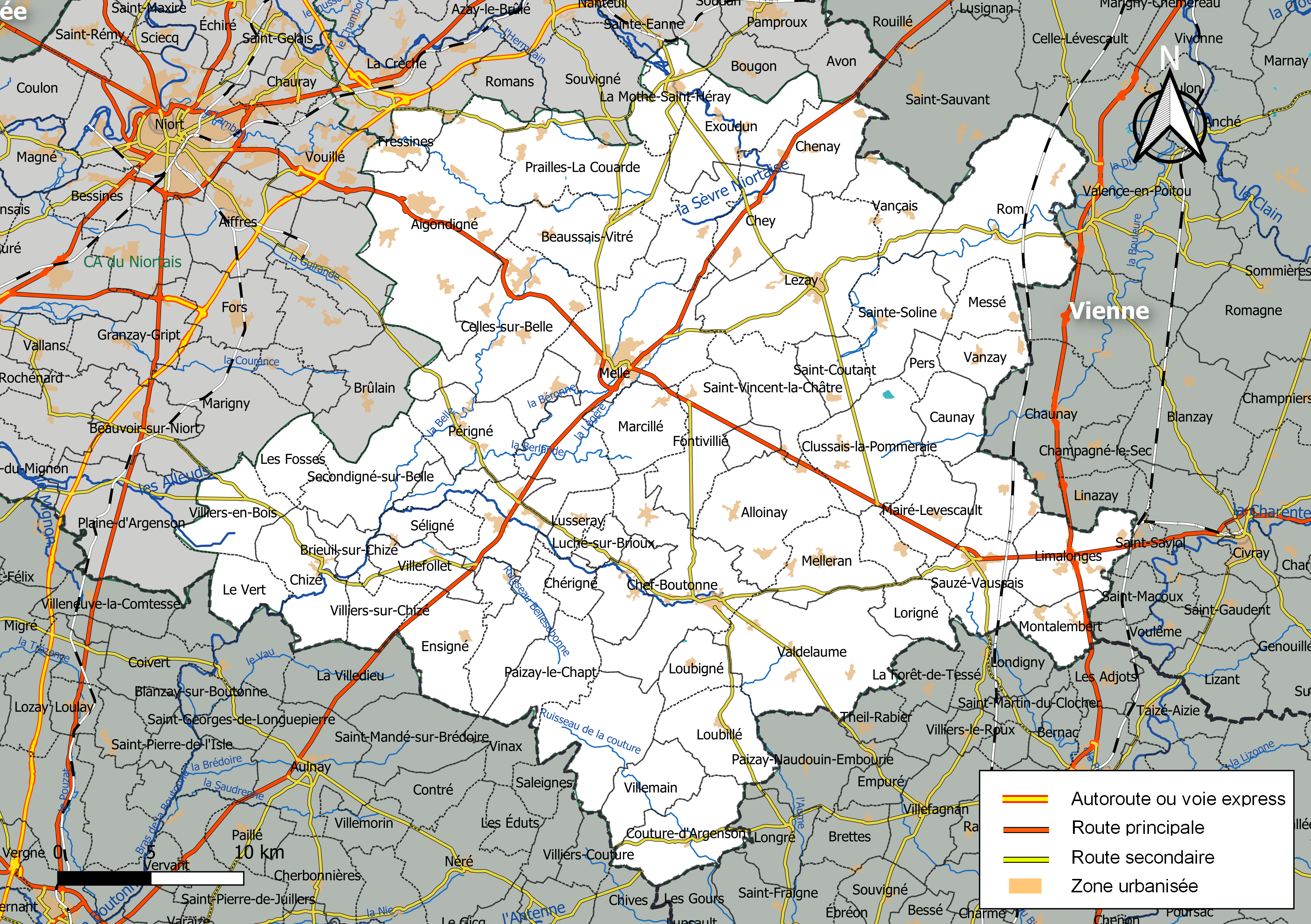
Carte de la communauté de communes Mellois en Poitou au 1er janvier 2019.

### Composition

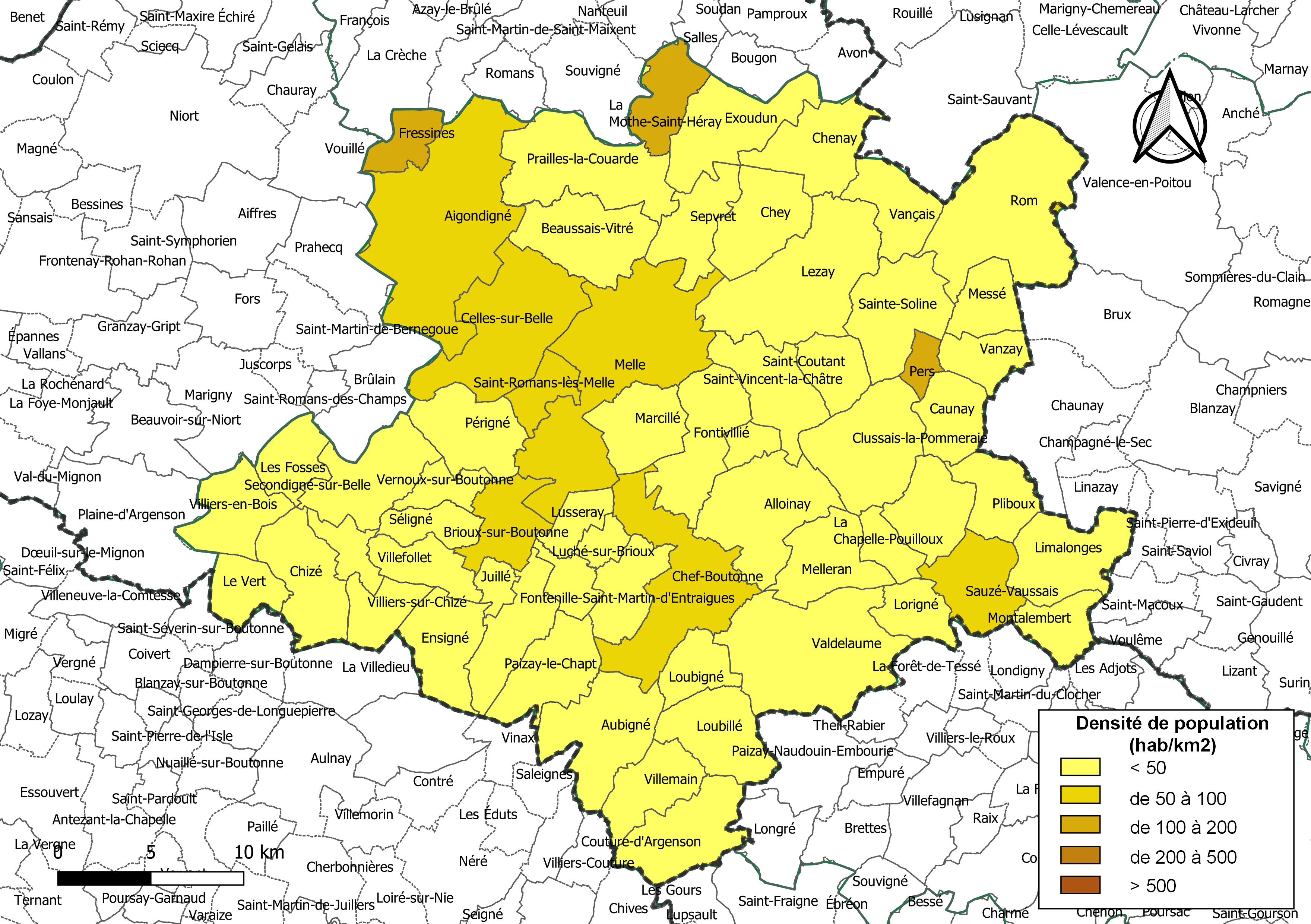
Carte des densités de population (millésimée 2016) des communes de la communauté de communes Mellois en Poitou. Composition en communes au 1er janvier 2019.

La communauté de communes est composée des 58 communes suivantes :

| Nom                                  | Code Insee | Gentilé         | Superficie (km2) | Population (dernière pop. légale) | Densité (hab./km2) |
| ------------------------------------ | ---------- | --------------- | ---------------- | --------------------------------- | ------------------ |
| Melle (siège)                        | 79174      | Mellois         | 65,34            | 5 790 (2022)                      | 89                 |
| Aigondigné                           | 79185      | Aigondignois    | 69,87            | 4 685 (2022)                      | 67                 |
| Alloinay                             | 79136      |                 | 32,38            | 905 (2022)                        | 28                 |
| Asnières-en-Poitou                   | 79015      | Asniérois       | 19,06            | 191 (2022)                        | 10                 |
| Aubigné                              | 79018      |                 | 29,15            | 165 (2022)                        | 5,7                |
| Beaussais-Vitré                      | 79030      |                 | 25,62            | 938 (2022)                        | 37                 |
| Brieuil-sur-Chizé                    | 79055      |                 | 8,06             | 99 (2022)                         | 12                 |
| Brioux-sur-Boutonne                  | 79057      | Briouxais       | 15,49            | 1 434 (2022)                      | 93                 |
| Celles-sur-Belle                     | 79061      | Cellois         | 41,37            | 3 834 (2022)                      | 93                 |
| La Chapelle-Pouilloux                | 79074      |                 | 7,85             | 171 (2022)                        | 22                 |
| Chef-Boutonne                        | 79083      | Chef-Boutonnais | 40,38            | 2 387 (2022)                      | 59                 |
| Chenay                               | 79084      |                 | 21,7             | 456 (2022)                        | 21                 |
| Chérigné                             | 79085      |                 | 7,88             | 133 (2022)                        | 17                 |
| Chey                                 | 79087      | Casaniens       | 21,59            | 547 (2022)                        | 25                 |
| Chizé                                | 79090      | Chizéens        | 23,5             | 843 (2022)                        | 36                 |
| Clussais-la-Pommeraie                | 79095      | Clusséens       | 31,03            | 571 (2022)                        | 18                 |
| Couture-d'Argenson                   | 79106      |                 | 24,16            | 408 (2022)                        | 17                 |
| Ensigné                              | 79111      | Ensignéens      | 20,3             | 288 (2022)                        | 14                 |
| Exoudun                              | 79115      | Exoudunois      | 25,95            | 540 (2022)                        | 21                 |
| Fontenille-Saint-Martin-d'Entraigues | 79122      |                 | 15,11            | 534 (2022)                        | 35                 |
| Fontivillié                          | 79064      |                 | 24,69            | 764 (2022)                        | 31                 |
| Les Fosses                           | 79126      | Fosséens        | 12,04            | 426 (2022)                        | 35                 |
| Fressines                            | 79129      | Fressinois      | 9,61             | 1 769 (2022)                      | 184                |
| Juillé                               | 79142      |                 | 4,87             | 99 (2022)                         | 20                 |
| Lezay                                | 79148      | Lezéens         | 45,63            | 2 013 (2022)                      | 44                 |
| Limalonges                           | 79150      | Limalongeois    | 24,39            | 845 (2022)                        | 35                 |
| Lorigné                              | 79152      |                 | 11,1             | 302 (2022)                        | 27                 |
| Loubigné                             | 79153      |                 | 11,01            | 157 (2022)                        | 14                 |
| Loubillé                             | 79154      | Loubilléens     | 21,21            | 359 (2022)                        | 17                 |
| Luché-sur-Brioux                     | 79158      |                 | 5,16             | 122 (2022)                        | 24                 |
| Lusseray                             | 79160      |                 | 8,14             | 175 (2022)                        | 21                 |
| Mairé-Levescault                     | 79163      |                 | 17,38            | 562 (2022)                        | 32                 |
| Maisonnay                            | 79164      | Maisonnaysiens  | 5,17             | 250 (2022)                        | 48                 |
| Marcillé                             | 79251      |                 | 18,22            | 726 (2022)                        | 40                 |
| Melleran                             | 79175      | Melleranais     | 19,9             | 479 (2022)                        | 24                 |
| Messé                                | 79177      |                 | 12,31            | 211 (2022)                        | 17                 |
| La Mothe-Saint-Héray                 | 79184      | Mothais         | 14,92            | 1 662 (2022)                      | 111                |
| Paizay-le-Chapt                      | 79198      |                 | 20,34            | 255 (2022)                        | 13                 |
| Périgné                              | 79204      | Pérignois       | 21,18            | 954 (2022)                        | 45                 |
| Prailles-La Couarde                  | 79217      |                 | 35,22            | 936 (2022)                        | 27                 |
| Rom                                  | 79230      | Romains         | 52,38            | 798 (2022)                        | 15                 |
| Saint-Coutant                        | 79243      |                 | 11,94            | 277 (2022)                        | 23                 |
| Saint-Romans-lès-Melle               | 79295      |                 | 8,91             | 720 (2022)                        | 81                 |
| Saint-Vincent-la-Châtre              | 79301      |                 | 21,18            | 599 (2022)                        | 28                 |
| Sainte-Soline                        | 79297      | Solinois        | 25,65            | 345 (2022)                        | 13                 |
| Sauzé-entre-Bois                     | 79307      |                 | 65,32            | 2 259 (2022)                      | 35                 |
| Secondigné-sur-Belle                 | 79310      |                 | 24,39            | 487 (2022)                        | 20                 |
| Séligné                              | 79312      |                 | 9,83             | 112 (2022)                        | 11                 |
| Sepvret                              | 79313      | Separantains    | 17,01            | 638 (2022)                        | 38                 |
| Valdelaume                           | 79140      |                 | 50,57            | 814 (2022)                        | 16                 |
| Vançais                              | 79336      | Vancéens        | 16,99            | 225 (2022)                        | 13                 |
| Vanzay                               | 79338      | Vanzéens        | 11,4             | 242 (2022)                        | 21                 |
| Vernoux-sur-Boutonne                 | 79343      | Vernouxais      | 8,12             | 237 (2022)                        | 29                 |
| Le Vert                              | 79346      |                 | 11,81            | 118 (2022)                        | 10                 |
| Villefollet                          | 79348      | Villefolletais  | 13,04            | 203 (2022)                        | 16                 |
| Villemain                            | 79349      |                 | 16,68            | 151 (2022)                        | 9,1                |
| Villiers-en-Bois                     | 79350      | Villeboisiens   | 18,53            | 124 (2022)                        | 6,7                |
| Villiers-sur-Chizé                   | 79352      | Villiersais     | 11,37            | 156 (2022)                        | 14                 |

### Démographie
| 1968   | 1975   | 1982   | 1990   | 1999   | 2010   | 2015   | 2022   |
| ------ | ------ | ------ | ------ | ------ | ------ | ------ | ------ |
| 48 979 | 46 510 | 45 973 | 45 842 | 45 321 | 47 902 | 48 352 | 46 490 |

## Organisation

### Siège
Le siège de la communauté de communes est fixé à Melle au no 2 place de Strasbourg.

### Élus
Le conseil communautaire de la communauté de communes se compose de 90 conseillers, représentant chacune des communes membres et élus pour une durée de six ans.
Ils sont répartis comme suit :
| Nombre de conseillers | Communes                                             |
| --------------------- | ---------------------------------------------------- |
| 9                     | Melle                                                |
| 7                     | Aigondigné                                           |
| 6                     | Celles-sur-Belle, Sauzé-entre-Bois                   |
| 4                     | Chef-Boutonne                                        |
| 3                     | Lezay                                                |
| 2                     | Brioux-sur-Boutonne, Fressines, La Mothe-Saint-Héray |
| 1 (+1 suppléant)      | les 49 autres communes                               |

### Liste des présidents
| Période        | Période                         | Identité          | Étiquette | Qualité |
| -------------- | ------------------------------- | ----------------- | --------- | --- |
| 9 janvier 2017 | 5 janvier 2018,                 | Bertrand Devineau |           | Maire de Saint-Martin-lès-Melle (2008 → 2018) Président de l'ex-CC du Mellois (2014 → 2016) Démissionnaire |
| janvier 2018   | En cours (au 17 septembre 2020) | Fabrice Michelet  | DVD       | Maire de Chef-Boutonne (2001 → ) Président de l'ex- CC du Cœur du Poitou (2014 → 2016)                     |

### Compétences
L"intercommunalité exerce les compétences qui lui ont été transférées par les communes membres, dans les conditions définiées par le code général des collectivités territoriales. Il s'agit :
Compétences obligatoires
- Aménagement de l’espace
- Actions de développement économique
- Gestion des milieux aquatiques et prévention des inondations (GEMAPI)
- Aires d’accueil des gens du voyage
- Collecte et traitement des déchets des ménages et déchets assimilés

Compétences optionnelles
- Protection et mise en valeur de l’environnement
- Politique du logement et du cadre de vie
- Équipements culturels et sportifs, d'enseignement pré-élémentaire et élémentaire reconnus d’intérêt communautaire e
- Action sociale d’intérêt communautaire
- Assainissement des eaux usées
- maisons de services au public

Compétences facultatives
- Réseau de communications électroniques à Très Haut Débit en fibre optique jusqu’aux abonnés, inscrits dans le Schéma Directeur Territorial Numérique des Deux-Sèvres
- Petite enfance, enfance, jeunesse
- Temps d’Activités Périscolaires et restauration scolaire
- Sites, circuits et équipements touristiques
- Transports
- Bâtiments liés à un service public.
- Actions de promotion et de développement territorial : soutien au tissu associatif et participation financière pour les associations ayant un rayonnement communautaire défini dans le cadre du règlement d’intervention ou, le cas échéant, de conventions d’objectifs triennales
- Gestion du label « Pays d’art et d’histoire »
- Contribution au Service Départemental d’Incendie et de Secours

### Régime fiscal et budget
La communauté de communes est un établissement public de coopération intercommunale à fiscalité propre.
Afin de financer l'exercice de ses compétences, l'intercommunalité perçoit la fiscalité professionnelle unique (FPU) – qui a succédé à la taxe professionnelle unique (TPU) – et assure une péréquation de ressources entre les communes résidentielles et celles dotées de zones d'activité. 
Elle bénéficie également d'une  bonification de la dotation globale de fonctionnement  (DGF).